# Felipe Meligeni Alves
Felipe Meligeni Rodrigues Alves, meglio noto come Felipe Meligeni Alves (Campinas, 19 febbraio 1998), è un tennista brasiliano.
Ha ottenuto i suoi migliori risultati in doppio, specialità in cui vanta due titoli del circuito maggiore e diversi altri nei circuiti minori. I suoi migliori ranking ATP sono stati la 75ª posizione in doppio nel giugno 2022 e la 117ª in singolare nell'aprile 2024.
Ha esordito nella squadra brasiliana di Coppa Davis nel marzo 2020. Nel 2016 ha vinto tra gli juniores il titolo di doppio agli US Open insieme a Juan Carlos Aguilar.

## Biografia
Anche la sorella maggiore Carolina Meligeni Alves è una tennista così come lo zio Fernando Meligeni, che raggiunse le semifinali agli Open di Francia del 1999 e rappresentò il Brasile alle Olimpiadi estive del 1996. Lo zio vinse inoltre la medaglia d'oro in singolare ai XIV Giochi panamericani a Santo Domingo sconfiggendo in finale Marcelo Ríos in tre set.

## Carriera

### Juniores
Esordisce nell'ITF Junior Circuit a Luque vincendo contro il cileno Giovanny Avello nel luglio 2014 e perde al terzo turno contro l'argentino Agustin Sacco in tre set. Nello stesso anno vince i primi tre torneo ITF in doppio, il primo al 9° Mburucuya Bowl assieme a Arion Santinho Bueno dos Reis e gli altri con il connazionale Igor Marcondes al 1º e 2º Junior Open del Cile. Nel 2015 vince un altro torneo di doppio con Marcondes all'U18 di Prato e a settembre vince il primo titolo ITF in singolare all'Uruguay Bowl, sconfiggendo in due set in finale l'italiano Andres Gabriel Ciurletti. Si impone inoltre nella finale di doppio in coppia con Lucas Koelle, assieme al quale vince il mese dopo in doppio all'ITF Copa Santa Catarina de Tenis. Il 2016 sarà l'ultimo anno tra gli juniores per Meligeni e, dopo aver vinto il 36º Asuncion Bowl con Matias Soto, coglie il successo di categoria più significativo trionfando agli US Open Junior assieme a Juan Carlos Manuel Aguilar, risultato con cui raggiunge il 31º posto nel ranking juniores. Quell'anno vince inoltre il suo secondo titolo in singolare al Sudamericano Individual.

### 2015-2019: inizi nel professionismo, primi titoli ITF
Al suo esordio tra i professionisti, nel giugno 2015, raggiunge con Marcondes la finale in doppio al torneo ITF Brasil F2 e vengono sconfitti da Rafael Matos / Marcelo Zormann. Fa inizialmente solo alcune apparizioni e inizia a giocare con continuità verso la fine del 2016. Vince il primo titolo da professionista nel settembre 2017 nel torneo di doppio all'ITF F33 di Antalya, dove in coppia con Daniel Garza ha la meglio in tre set su Victor Baluda / Ilya Vasilyev. A ottobre vince un altro torneo di doppio all'F37 di Antalya. Il primo titolo in singolare arriva nel maggio 2018 all'F17 del Cairo, con il successo su Orlando Luz dopo due tiebreak. Quell'anno vince anche tre tornei ITF in doppio e a settembre entra nella top 400 del ranking di specialità. Nel 2019 continua a raccogliere successi nel circuito ITF, nell'arco della stagione ne vincerà tre in singolare e undici in doppio. In agosto disputa in coppia con Orlando Luz la sua prima finale Challenger nel torneo di doppio a Segovia, e vengono sconfitti in due set da Sander Arends / David Pel. Perde anche la finale di doppio in ottobre al Challenger di Lima e a novembre sale alla 177ª posizione del ranking.

### 2020: primi titoli Challenger
In febbraio fa il suo esordio in singolare in un torneo dell'ATP Tour con una wild card al Rio Open di Rio de Janeiro, e viene eliminato al primo turno dal numero quattro del mondo Dominic Thiem in tre set. L'esordio nella squadra brasiliana di Coppa Davis avviene il mese dopo in occasione della sfida persa 3-1 con l'Australia, viene schierato in doppio con Marcelo Demoliner e sconfiggono in tre set James Duckworth / John Peers. Dirada le presenze nei tornei ITF e nella prima parte della stagione non va oltre le semifinali in singolare e in doppio al Punta Open. Stenta a trovare buoni risultati anche immediatamente dopo la lunga pausa del tennis per il COVID-19. Si sblocca a novembre e conquista il suo primo titolo Challenger vincendo il torneo di doppio a Guayaquil insieme a Luis David Martínez, superando in finale Sergio Martos Gornés e Jaume Munar. Quello stesso mese si aggiudica anche il primo Challenger in singolare sconfiggendo Frederico Ferreira Silva a San Paolo, dove vince il suo secondo titolo in doppio, di nuovo con Martínez. Chiude la stagione con i suoi migliori ranking ATP sia in doppio, al 120º posto, che in singolare, al 231º.

### 2021: primo titolo ATP e top 100 del ranking in doppio
In gennaio partecipa per la prima volta alle qualificazioni in un torneo del Grande Slam agli Australian Open, disputate a Doha. Dopo la vittoria sul nº 199 del ranking ATP Martin Kližan, viene eliminato da Tomáš Macháč. A marzo si aggiudica il suo primo titolo di doppio nel circuito maggiore, in coppia con Rafael Matos nella terza edizione del Córdoba Open, sconfiggendo in finale in due set Romain Arneodo / Benoît Paire. A maggio si spinge fino al terzo turno nelle qualificazioni in singolare del Roland Garros e viene eliminato da Maximilian Marterer. Nel corso della stagione raggiunge nove finali nei tornei Challenger di doppio vincendo con Orlando Luz quelle di luglio a Iași e a Trieste, mentre con Matos si impone nelle finali di Como a settembre e di Montevideo e di Campinas a novembre. In ottobre perde la finale in singolare al Santiago Challenger III contro Sebastián Báez. A novembre porta i migliori ranking di doppio alla 78ª posizione e di singolare alla 178ª. A inizio dicembre raggiunge la semifinale in singolare a São Paulo, dove era campione uscente, ma viene trovato positivo al test del COVID-19 e deve abbandonare il torneo, rinunciando inoltre a disputare la finale di doppio assieme a Matos.

### 2022: un titolo ATP, uno Challenger e 75º del ranking in doppio, un titolo Challenger in singolare
Nei primi tornei del 2022 perde quasi tutti gli incontri compreso quello al primo turno in doppio agli Australian Open, al suo esordio in una prova del Grande Slam. Al torneo di Santiago del Cile vince con Matos il suo secondo titolo ATP sconfiggendo in finale dopo due tie-break Nathaniel Lammons / André Göransson. Il primo risultato stagionale significativo in singolare è la semifinale raggiunta ad aprile al Challenger 125 del Mexico City Open. A fine mese vince il torneo di doppio al Challenger de Tigre II assieme a Guillermo Durán e la settimana successiva perde la finale di doppio al Salvador Challenger; a giugno porta il best ranking di doppio al 75º posto. A luglio torna a vincere un titolo in singolare al Challenger 100 di Iași superando in tre set in finale Pablo Andújar, migliora così anche il best ranking di singolare salendo alla 137ª posizione. A fine stagione si ritira durante la finale di doppio al São Léo Open e raggiunge la semifinale in singolare. A novembre esce dalla top 100 in doppio.

### 2023: un titolo Challenger in singolare
All'esordio stagionale prende parte alla prima edizione della United Cup senza ottenere risultati di rilievo. Nella prima parte della stagione supera le qualificazioni nei tornei ATP in singolare solo al Miami Open ed esce di scena al primo turno, mentre il miglior risultato nei Challenger è una semifinale a maggio. Dirada gli impegni in doppio e crolla nel ranking. A giugno vince il Challenger di Lione battendo in finale Alexander Ritschard e porta il best ranking al 129º posto mondiale. Nel periodo successivo vince un incontro al torneo ATP di Los Cabos. Supera per la prima volta le qualificazioni in una prova del Grande Slam agli US Open, ha quindi la meglio su James Duckworth e si ritira durante il match di secondo turno. Nella parte finale della stagione non va oltre una semifinale Challenger.

### 2024: 128º nel ranking di singolare
Nei primi mesi del 2024 raggiunge in singolare il secondo turno all'ATP 500 del Rio Open e la semifinale al Challenger di São Leopoldo, risultati con i quali porta il miglior ranking al 128º posto. Supera per la prima volta le qualificazioni ed esce al primo turno sia al Roland Garros che a Wimbledon. Nella seconda parte della stagione consegue alcuni discreti risultati ma scende in classifica. A ottobre torna a mettersi in luce in doppio con la finale persa al Challenger de Buenos Aires in coppia con Marcelo Zormann.

### 2025: due titoli Challenger e 119º in singolare
Anche nei primi tornei del 2025 non ottiene risultati di rilievo in singolare e a febbraio scende alla 193ª posizione del ranking. Il primo risultato di rilievo arriva in marzo con il titolo conquistato allo Yucatán Open grazie alla vittoria in finale su Juan Pablo Ficovich. Il mese successivo conquista il più importante titolo in singolare da inizio carriera vincendo il suo primo Challenger 125 al Mexico City Open superando in finale il francese Luka Pavlovic per 6-3, 6-3, risultato che gli vale il nuovo miglior ranking al 117º posto mondiale.

## Statistiche
Aggiornate al 21 aprile 2025.

### Doppio

#### Vittorie (2)
| Legenda              |
| -------------------- |
| Grand Slam (0-0)     |
| ATP Finals (0)       |
| ATP Masters 1000 (0) |
| ATP Tour 500 (0)     |
| ATP Tour 250 (2)     |

| N. | Data             | Torneo                        | Superficie  | Compagno     | Avversari in finale               | Risultato      |
| 1. | 28 febbraio 2021 | Córdoba Open, Córdoba         | Terra rossa | Rafael Matos | Romain Arneodo Benoît Paire       | 6-4, 6-1       |
| 2. | 26 febbraio 2022 | Chile Open, Santiago del Cile | Terra rossa | Rafael Matos | Nathaniel Lammons André Göransson | 7-6(8), 7-6(3) |

### Tornei minori

#### Singolare

##### Vittorie (9)
| Legenda tornei minori |
| Challenger (5)        |
| ITF (4)               |

| N. | Data             | Torneo                              | Superficie  | Avversari in finale      | Punteggio         |
| 1. | 13 maggio 2018   | Egypt F17, Il Cairo                 | Terra rossa | Orlando Luz              | 7-6(3), 7-6(3)    |
| 2. | 10 febbraio 2019 | M15, Monastir                       | Cemento     | Evan Hoyt                | 6-4, 6-3          |
| 3. | 17 marzo 2019    | M15, Antalya                        | Terra rossa | Ivan Nedelko             | 6(5)-7, 7-5, rit. |
| 4. | 7 aprile 2019    | M15, Antalya                        | Terra rossa | Clement Geens            | 6-3, 1-0, rit.    |
| 5. | 29 novembre 2020 | São Paulo Open Tennis, São Paulo    | Terra rossa | Frederico Ferreira Silva | 6-2, 7-6(1)       |
| 6. | 17 luglio 2022   | Iași Open, Iași                     | Terra rossa | Pablo Andújar            | 6-3, 4-6, 6-2     |
| 7. | 18 giugno 2023   | Open de Lyon, Lione                 | Terra rossa | Alexander Ritschard      | 6-4, 0-6 7-6(7)   |
| 8. | 22 marzo 2025    | Yucatán Open, Mérida                | Terra rossa | Juan Pablo Ficovich      | 6-2, 1-6, 6-2     |
| 9. | 13 aprile 2025   | Mexico City Open, Città del Messico | Terra rossa | Luka Pavlovic            | 6-3, 6-3          |

##### Finali perse (6)
| N. | Data            | Torneo                                     | Superficie  | Avversari in finale  | Punteggio        |
| 1. | 28 ottobre 2018 | Brasil F6, Curitiba                        | Terra rossa | Francisco Cerúndolo  | 6(3)-7, 2-6      |
| 2. | 4 novembre 2018 | Brasil F6, São Carlos                      | Terra rossa | João Souza           | 3-6, 3-6         |
| 3. | 5 maggio 2019   | M15, Las Palmas de Gran Canaria            | Terra rossa | Eduard Esteve Lobato | 2-6, 3-6         |
| 4. | 12 maggio 2019  | M15, Las Palmas de Gran Canaria            | Terra rossa | Eduard Esteve Lobato | 4-6, 1-6         |
| 5. | 17 ottobre 2021 | Santiago Challenger III, Santiago del Cile | Terra rossa | Sebastián Báez       | 6-3, 6(6)-7, 1-6 |
| 6. | 27 ottobre 2024 | Curitiba Challenger, Curitiba              | Terra rossa | Jaime Faria          | 4-6, 4-6         |

#### Doppio

##### Vittorie (24)
| Legenda tornei minori |
| Challenger (8)        |
| ITF (16)              |

| N.  | Data             | Torneo                                             | Superficie  | Compagno             | Avversari in finale                                 | Punteggio            |
| 1.  | 9 settembre 2017 | Turkey F33, Antalya                                | Terra rossa | Daniel Garza         | Victor Baluda Ilya Vasilyev                         | 5-7, 7-6(5), [10-5]  |
| 2.  | 7 ottobre 2017   | Turkey F37, Antalya                                | Terra rossa | Caio Silva           | Peter Nagy Peter Torebko                            | 6-4, 6-3             |
| 3.  | 5 maggio 2018    | Egypt F16, Il Cairo                                | Terra rossa | Orlando Luz          | Marco Bortolotti Nicolo Turchetti                   | 6-3, 6-4             |
| 4.  | 28 luglio 2018   | Portugal F12, Porto                                | Terra rossa | Orlando Luz          | Frederico Gil David Pichler                         | 7-5, 3-6, [10-6]     |
| 5.  | 8 settembre 2018 | Spain F26, Oviedo                                  | Terra rossa | Orlando Luz          | Diego Matos João Pedro Sorgi                        | 5-7, 6-4, [11-9]     |
| 6.  | 16 marzo 2019    | M15, Antalya                                       | Terra rossa | Peter Torebko        | Kirill Kivattsev Julian Ocleppo                     | 6-4, 1-6, [10-8]     |
| 7.  | 23 marzo 2019    | M15, Antalya                                       | Terra rossa | Cristian Rodríguez   | Grigoriy Lomakin Vladyslav Orlov                    | 6-3, 6-4             |
| 8.  | 30 marzo 2019    | M15, Antalya                                       | Terra rossa | Christian Oliveira   | Luca Tomasetto Georg Winkler                        | 6-2, 6-1             |
| 9.  | 4 maggio 2019    | M15, Las Palmas de Gran Canaria                    | Terra rossa | Luke Johnson         | Michiel De Krom Jaume Pla Malfeito                  | 6-1, 7-6(3)          |
| 10. | 11 maggio 2019   | M15, Las Palmas de Gran Canaria                    | Terra rossa | Luke Johnson         | Francisco Dias Michiel De Krom                      | 6-3, 6(3)-7, [13-11] |
| 11. | 18 maggio 2019   | M15, Valldoreix                                    | Terra rossa | Jaume Pla Malfeito   | Orlando Luz Rafael Matos                            | 1-6, 6-4, [11-9]     |
| 12. | 25 maggio 2019   | M25, Vic                                           | Terra rossa | Rafael Matos         | Raul Brancaccio Javier Barranco Cosano              | 5-7, 6-4, [10-8]     |
| 13. | 22 giugno 2019   | M15, São José do Rio Preto                         | Terra rossa | Oscar José Gutierrez | Mateus de Carvalho Cardoso Alves Christian Oliveira | 6-4, 3-6, [10-3]     |
| 14. | 29 giugno 2019   | M15, Curitiba                                      | Terra rossa | Igor Marcondes       | Oscar José Gutierrez Fermin Tenti                   | 6-4, 3-6, [10-6]     |
| 15. | 10 agosto 2019   | M25, Appiano                                       | Terra rossa | Andrey Golubev       | Christian Lindell Daniel Dutra da Silva             | 6-4, 6-4             |
| 16. | 12 ottobre 2019  | M25, Rio de Janeiro                                | Terra rossa | Gilbert Klier Junior | Rafael Matos Igor Marcondes                         | 1-6, 6-4, [10-6]     |
| 17. | 21 novembre 2020 | Challenger Ciudad de Guayaquil, Guayaquil          | Terra rossa | Luis David Martínez  | Sergio Martos Gornés Jaume Munar                    | 6-0, 4-6, [10-3]     |
| 18. | 28 novembre 2020 | São Paulo Open Tennis, São Paulo                   | Terra rossa | Luis David Martínez  | Rogério Dutra da Silva Fernando Romboli             | 6-3, 6-3             |
| 19. | 17 luglio 2021   | Iași Open, Iași                                    | Terra rossa | Orlando Luz          | Hernan Casanova Roberto Ortega-Olmedo               | 6-3, 6-4             |
| 20. | 31 luglio 2021   | Internazionali di Tennis Città di Trieste, Trieste | Terra rossa | Orlando Luz          | Antoine Hoang Albano Olivetti                       | 7-5, 6(6)-7, [10-5]  |
| 21. | 4 settembre 2021 | Città di Como Challenger, Como                     | Terra rossa | Rafael Matos         | Luis David Martínez Andrea Vavassori                | 6(2)-7, 6-4, [10-6]  |
| 22. | 13 novembre 2021 | Uruguay Open, Montevideo                           | Terra rossa | Rafael Matos         | Luciano Darderi Ignacio Carou                       | 6-4, 6-4             |
| 23. | 20 novembre 2021 | Campeonato Internacional de Campinas, Campinas     | Terra rossa | Rafael Matos         | Gilbert Klier Júnior Matheus Pucinelli de Almeida   | 6-3, 6-1             |
| 24. | 30 aprile 2022   | Challenger de Tigre II, Tigre                      | Terra rossa | Guillermo Durán      | Luciano Darderi Juan Bautista Torres                | 3-6, 6-4, [10-3]     |

##### Finali perse (20)
| Legenda tornei minori |
| Challenger (11)       |
| ITF (9)               |

| N.  | Data              | Torneo                                       | Superficie  | Compagno                 | Avversari in finale                               | Punteggio           |
| 1.  | 20 giugno 2015    | Brasil F2, Itajaí                            | Cemento     | Igor Marcondes           | Rafael Matos Marcelo Zormann                      | 7-6(5), 2-6, [8-10] |
| 2.  | 3 dicembre 2016   | Tunisia F34, Hammamet                        | Terra rossa | Igor Marcondes           | Gonçalo Oliveira Lolc Perret                      | 1-6, 6-3, [3-10]    |
| 3.  | 19 maggio 2017    | Spain F14, Vic                               | Terra rossa | Sergio Gutierrez-Ferrol  | Rafael Matos Igor Marcondes                       | 6(6)-7, 6-3, [6-10] |
| 4.  | 4 novembre 2017   | Turkey F41, Antalya                          | Terra rossa | Christian Oliveira       | Florent Diep Diego Hidalgo                        | 3-6, 4-6            |
| 5.  | 20 maggio 2018    | Spain F11, Valldoreix                        | Terra rossa | Michiel De Krom          | Sebastian Korda Orlando Luz                       | 6-2, 2-6, [7-10]    |
| 6.  | 15 settembre 2018 | Spain F27, Siviglia                          | Terra rossa | Orlando Luz              | Christopher Diaz-Figueroa Wilfredo Gonzalez       | 6-4, 6(4)-7, [5-10] |
| 7.  | 27 ottobre 2018   | Brasil F6, Curitiba                          | Terra rossa | José Pereira             | Bernardo Azevedo Pereira Oliveira Eduardo Ribeiro | 6-4, 2-6, [9-11]    |
| 8.  | 9 febbraio 2019   | M15, Monastir                                | Cemento     | Orlando Luz              | Erick Crepaldi Joseph W. Van Meter                | 3-6, 3-6            |
| 9.  | 20 aprile 2019    | M15, Madrid                                  | Terra rossa | Tomas Lipovsek Puches    | Corentin Denolly Johan Nikles                     | 5-7, 7-5, [11-13]   |
| 10. | 3 agosto 2019     | Open Castilla y León, Segovia                | Terra rossa | Orlando Luz              | Sander Arends David Pel                           | 4-6, 6(3)-7         |
| 11. | 26 ottobre 2019   | Lima Challenger, Lima                        | Terra rossa | Luis David Martínez      | Ariel Behar Gonzalo Escobar                       | 2-6, 6-2, [3-10]    |
| 12. | 5 dicembre 2020   | Campinas Challenger, Campinas                | Terra rossa | Luis David Martínez      | Sadio Doumbia Fabien Reboul                       | 7-6(7), 5-7, [7-10] |
| 13. | 20 marzo 2021     | Santiago Challenger, Santiago del Cile       | Terra rossa | Rafael Matos             | Luis David Martínez Gonçalo Oliveira              | 5-7, 1-6            |
| 14. | 7 maggio 2021     | Biella Challenger V, Biella                  | Terra rossa | Rafael Matos             | André Göransson Nathaniel Lammons                 | 6(3)-7, 3-6         |
| 15. | 24 luglio 2021    | Tampere Open, Tampere                        | Terra rossa | Orlando Luz              | Pedro Cachín Facundo Mena                         | 5-7, 3-6            |
| 16. | 10 settembre 2021 | NÖ Open, Tulln an der Donau                  | Terra rossa | Rafael Matos             | Dustin Brown Andrea Vavassori                     | 6(5)-7, 1-6         |
| 17. | 4 dicembre 2021   | São Paulo Open Tennis, San Paolo del Brasile | Terra rossa | Rafael Matos             | Nicolás Barrientos Alejandro Gómez                | Walkover            |
| 18. | 16 aprile 2022    | San Luis Potosí Challenger, San Luis Potosí  | Terra rossa | Luis David Martínez      | Nicolás Barrientos Miguel Ángel Reyes Varela      | 6(11)-7, 2-6        |
| 19. | 7 maggio 2022     | Salvador Challenger, Salvador de Bahia       | Terra verde | Orlando Luz              | Diego Hidalgo Cristian Rodríguez                  | 5-7, 1-6            |
| 20. | 19 novembre 2022  | São Léo Open, São Leopoldo                   | Terra rossa | João Lucas Reis da Silva | Guillermo Durán Guido Andreozzi                   | 1-5, ritirati       |
| 21. | 5 ottobre 2024    | Challenger de Buenos Aires, Buenos Aires     | Terra rossa | Marcelo Zormann          | Murkel Dellien Facundo Mena                       | 6-1, 2-6, [10-12]   |

### Tornei Grande Slam juniores

#### Doppio

##### Vittorie (1)
| Anno | Torneo            | Superficie | Compagno            | Avversari in finale                    | Punteggio   |
| 2016 | US Open, New York | Cemento    | Juan Carlos Aguilar | Félix Auger-Aliassime Benjamin Sigouin | 6-3, 7-6(4) |